# Petter Larsen
Petter Andreas Larsen (* 6. Dezember 1890 in Oslo; † 13. September 1946 ebenda) war ein norwegischer Segler.

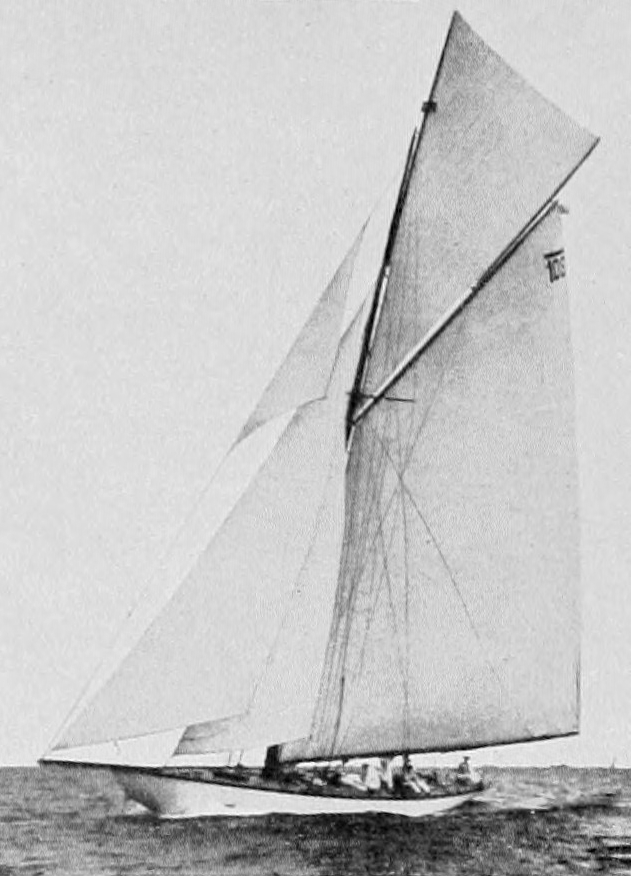
Magda IX, 12-Meter-Klasse, Goldmedaille 1912

## Erfolge
Petter Larsen, der für den Kongelig Norsk Seilforening segelte, wurde 1912 in Stockholm bei den Olympischen Spielen in der 12-Meter-Klasse Olympiasieger. Er war Crewmitglied der Magda IX, die in beiden Wettfahrten der Regatta den ersten Platz belegte und damit den Wettbewerb vor den einzigen beiden Konkurrenten gewann, dem schwedischen Boot Erna Signe von Skipper Nils Persson und dem finnischen Boot Heatherbell von Skipper Ernst Krogius. Zur Crew der Magda IX gehörten außerdem sein Vater Alfred Larsen, der auch Eigner der Magda IX war, sowie Nils Bertelsen, Eilert Falch-Lund, Halfdan Hansen, Arnfinn Heje, Magnus Konow, Christian Staib und Carl Thaulow. Skipper und Konstrukteur der Yacht war Johan Anker.